# Lutjanus vitta
Lutjanus vitta es una especie de peces de la familia Lutjanidae en el orden de los Perciformes.

## Morfología
• Los machos pueden llegar alcanzar los 40 cm de longitud total.

## Alimentación
Come pescados, gambas, cangrejos y otros invertebrados  bentónicos.

## Hábitat
Es un pez de mar de clima tropical y asociado a los  arrecifes de coral que vive entre 10-72 m de profundidad.

## Distribución geográfica
Se encuentra en las Seychelles y desde el sur de la India hasta Nueva Caledonia, las Islas Gilbert e Islas Ryukyu.